# Barbara Hohenzollern (1495–1552)
Barbara Hohenzollern (ur. 24 września 1495 w Ansbach, zm. 23 września 1552) – margrabianka brandenburska.
Była córką Fryderyka Starszego, margrabiego brandenburskiego na Ansbach i Zofii Jagiellonki.
26 lipca 1528 roku poślubiła Jerzego III, landgrafa na Leuchtenbergu.